# Lyndhurst (Ohio)
Lyndhurst és una ciutat dels Estats Units a l'estat d'Ohio. Segons el cens del 2000 tenia 15.279 habitants.

## Demografia
Segons el cens del 2000, Lyndhurst tenia 15.279 habitants, 6.642 habitatges, i 4.397 famílies. La densitat de població era de 1.343,8 habitants/km².
Dels 6.642 habitatges en un 24,2% hi vivien nens de menys de 18 anys, en un 56,6% hi vivien parelles casades, en un 7,6% dones solteres, i en un 33,8% no eren unitats familiars. En el 31,1% dels habitatges hi vivien persones soles el 17,5% de les quals corresponia a persones de 65 anys o més que vivien soles. El nombre mitjà de persones vivint en cada habitatge era de 2,27 i el nombre mitjà de persones que vivien en cada família era de 2,85.
Per edats la població es repartia de la següent manera: un 19,9% tenia menys de 18 anys, un 4,7% entre 18 i 24, un 25,9% entre 25 i 44, un 23,2% de 45 a 60 i un 26,3% 65 anys o més.
L'edat mediana era de 45 anys. Per cada 100 dones de 18 o més anys hi havia 80,9 homes.
La renda mediana per habitatge era de 52.272 $ i la renda mediana per família de 64.961 $. Els homes tenien una renda mediana de 45.172 $ mentre que les dones 31.652 $. La renda per capita de la població era de 28.206 $. Aproximadament l'1,3% de les famílies i el 2,5% de la població estaven per davall del llindar de pobresa.

## Poblacions properes
El següent diagrama mostra les poblacions més properes.